# Brasseries Kronenbourg
La Brasseries Kronenbourg, traducibile come "birrifici Kronenbourg", è la prima fabbrica di birra francese. La loro sede sociale è situata a Cronenbourg, un quartiere della zona occidentale del centro della città di Strasburgo, nel dipartimento del Basso Reno in Alsazia. Dal 19 luglio 2000, le industrie della birra Kronenbourg appartengono al gruppo scozzese Scottish & Newcastle, il primo gruppo britannico, quarto a livello europeo e settimo a livello mondiale.
Con un fatturato di 860 milioni di euro (2006) ed una quota di mercato del 36% sul mercato francese della birra, le industrie della birra Kronenbourg si piazzano come leader su questo stesso mercato. Nel 2006, una birra su 5 consumata in Francia è di tale azienda. Fra i marchi più importanti che compongono il portafoglio delle industrie della birra Kronenbourg, oltre al marchio principale ci sono i marchi 1664, Grimbergen e Foster's. Alcuni marchi internazionali, come Guinness o Carlsberg sono commercializzati dall'impresa in Francia.
L'unità di Obernai gestisce oggi l'integrità della produzione. Con una superficie di 69 ettari, si tratta della più grande industria della birra francese, riconosciuta una delle più efficienti d'Europa e produce 25 qualità di birre diverse. Ogni anno l'unità di Obernai produce in media 7,3 milioni di ettolitri di birra e più di 11.000 vagoni e 4.000 autocarri trasportano nella sede.
La sede sociale, situata a Strasburgo concentra servizi strategici come il centro di ricerca e di sviluppo.

## Storia
È nel giugno 1664 che Jérôme Hatt, figlio di distillatori, ammesso alla corporazione dei tonneliers, ottiene il controllo della fabbrica di birra ed affitta la Brasserie du Canon, a Strasburgo. Jérôme non avrà tregua per migliorare le tecniche di mescolanza, pioniere di una dinastia che sarà al servizio della birra per otto generazioni.
Nel 1850, le piene frequenti dell'Ill, obbligano Frédéric-Scanalatura Hatt a traslocare l'industria della birra sulle altezze di Cronenbourg che si scrive ancora all'epoca con un K.
L'industria della birra, diventata capo in Francia dopo il riacquisto del marchio tigre Bock (creata da Maurice-Georges Hatt nel 1922), ribattezzandola industria della birra Kronenbourg dopo la seconda guerra mondiale.
Nel 1959, le industrie della birra Kronenbourg commercializzano anche in altri stati europei: in Germania, in Svizzera, in Italia ed in Belgio. La produzione raggiunge 2 milioni di ettolitri nel 1968 ed uno nuovo impianto di produzione diviene indispensabile. Così nel 1969, Obernai accoglie la fabbrica K2 di una capacità di 6,5 milioni di ettolitri, la più grande industria della birra mai costruita all'epoca.
Il 10 gennaio 1970, Jérôme Hatt annuncia la fusione con Eaux d'Evian e BSN (ora gruppo Danone), che riprende d'altra parte la società europea d'industria della birra, che controlla così il 40% del mercato francese della birra. Ma, in disaccordo con Antoine Riboud, prenderà la sua pensione nel novembre 1977, che mette fine ad una dinastia di fabbricanti di birra che regnava da oltre 300 anni. La produzione supera allora 6 milioni di ettolitri.
Nel 2000, Danone rivende Kronenbourg al gruppo britannico Scottish & Newcastle per 1,7 miliardi di €, la notizia è stata riportata dal quotidiano The Independent.

## Marche prodotte
| Gestite con il proprio nome: - Kronenbourg - Kronenbourg Pur Malt - Kronenbourg Panaché - Kronenbourg Extra Fine - 1664 - 1664 Blanc - 1664 Malt d'Exception - 1664 Instant Pression - Grimbergen - Grimbergen Cuvée Blanche - Grimbergen Cuvée Ambrée - Foster's - Gold - Brugs - Wel Scotch - Wilfort - Force 4 |  | Gestite con altri partner: - Beamish Stout - Beamish Red Irish Ale - Budweiser (Anheuser-Busch) - Carlsberg - San Miguel |

## Innovazioni
Sul mercato francese della birra, la società si è sempre sforzata costantemente per il marchio in materia d'innovazione:
- Nel 1947, ha lanciato la marca Kronenbourg, primo marchio di birra a fare la pubblicità.
- Due anni più tardi nel 1949, le industrie della birra Kronenbourg lanciano la prima bottiglia 33cl consegnata ed incapsulata.
- Nel 1953, la lattina metallica, primo recipiente della storia del packaging, porta il nome di Kronenbourg. Pratica e leggera, una nuova comodità è allora offerta al consumatore.
- Nel 1963, mentre in Francia si apre il primo ipermercato, le industrie della birra Kronenbourg lanciano il primo pack di 6 bottiglie in vetro a perdere, che creano così il mercato del vetro riciclabile nella birra.
- Dieci anni più tardi, nel 1973, il numero di ipermercati in Francia ha raddoppiato e si trovano, sotto la marca Kronenbourg, i primi packs di 10 bottiglie di 25cl.
- Nel 1988, ha luogo una piccola rivoluzione nella storia del confezionamento della birra: packs di 26 bottiglie sono disponibili sotto la marca Kronenbourg.
- Nel 2006, per soddisfare il 92% di francesi che preferiscono consumare la loro birra molto fresca, che è lanciato Superfresh, una nuova tecnica specifica per rendere la birra ancora più fresca.